# هيئة كبار العلماء السعودية
هيئة كبار العلماء السعودية هي هيئة دينية إسلامية حكومية في المملكة العربية السعودية تأسست عام 1391هـ/1971م. تضم لجنة محدودة من الشخصيات الدينية في البلاد جميعهم فقهاء مجتهدون من مدارس فقهية متعددة، ورئيسها هو مفتي الديار السعودية، وهي مخولة باصدار الفتاوى وإبداء آرائها في عدة أمور. يرأسها حاليا الشيخ عبد العزيز بن عبد الله آل الشيخ. ويتفرع عن الهيئة لجنة دائمة متفرغة، اختير أعضاؤها من بين أعضاء الهيئة بأمر ملكي، وتكون مهمتها إعداد البحوث وتهيئتها للمناقشة من قبل الهيئة، وإصدار الفتاوى في الشؤون الفردية، وذلك بالإجابة عن أسئلة المستفتين في شؤون العقائد والعبادات والمعاملات الشخصية، وتسمى (اللجنة الدائمة للبحوث والفتوى)، ويلحق بها عدد من البحوث.

## نبذة تاريخية
تشرف على الأبحاث المعدة لها من اللجنة الدائمة للبحوث العلمية والإفتاء وعلى ضوئها تصدر القرارات المناسبة في نهاية كل بحث. والتي تقوم بتهيئتها وعرضها على هيئة كبار العلماء (الأمانة العامة لهيئة العلماء) ممثلة في الأمين العام للهيئة.
صدر مرسوم ملكي في 1971 بتأليف هيئة كبار العلماء، وتضمن تكوين الهيئة من عدد من المختصين في الشريعة الإسلامية من السعوديين، ويجري اختيارهم بأمر ملكي، ويجوز عند الاقتضاء وبأمر ملكي إلحاق أعضاء بالهيئة من غير السعوديين ممن تتوفر فيهم صفات العلماء السلفيين. تتولى الهيئة إبداء الرأي فيما يحال إليها من ولي الأمر من أجل بحثه، وتكوين الرأي المستند إلى الأدلة الشرعية فيه، كما تقوم بالتوصية في القضايا الدينية المتعلقة بتقرير أحكام عامة؛ ليسترشد بها ولي الأمر، وذلك بناء على بحوث يجرى تهيئتها وإعدادها طبقا لما نص عليه الأمر المشار إليه، واللائحة المرافقة له. يتفرع عن الهيئة لجنة دائمة متفرغة أختير أعضاؤها من بين أعضاء الهيئة بأمر ملكي، وتكون مهمتها: إعداد البحوث وتهيئتها للمناقشة من قبل الهيئة، وإصدار الفتاوى في الشؤون الفردية، وذلك بالإجابة عن أسئلة المستفتين في شؤون العقائد والعبادات والمعاملات الشخصية، وتسمى (اللجنة الدائمة للبحوث والفتوى) ويلحق بها عدد من البحاث.
نص المرسوم أن يعين بقرار من مجلس الوزراء أمين عام للهيئة يتولى الإشراف على جهاز الأمانة، ويكون الصلة بينها وبين رئاسة البحوث العلمية والإفتاء. صدر أمر ملكي بتعيين سبعة عشر عضوا في الهيئة هم «الشيوخ» محضار عبد الله عقيل، عبد الرزاق عفيفي، محمد الأمين الشنقيطي، عبد الله خياط، عبد الله بن حميد، عبد العزيز بن عبد الله بن باز، عبد العزيز بن صالح، عبد المجيد حسن، محمد الحركان سليمان بن عبيد، إبراهيم بن محمد آل الشيخ، صالح بن علي بن غصون، راشد بن صالح بن خنين، عبد الله بن عبد الرحمن الغديان، محمد بن جبير، عبد الله بن سليمان المنيع وصالح بن لحيدان.
صدر أمر ملكي في 1971 بتعيين إبراهيم آل الشيخ رئيسا لإدارة البحوث العلمية والإفتاء والدعوة والإرشاد. ثم صدر أمر في 1975 بتعيين عبد العزيز بن عبد الله بن باز رئيسا لها أصبح مسماها «الرئاسة العامة لإدارات البحوث العلمية والإفتاء والدعوة والإرشاد». كما صدر أمر ملكي في 1977م بتعيين الشيخ عبد الرزاق عفيفي نائبا للرئيس العام لإدارة البحوث العلمية والإفتاء والدعوة والإرشاد «بالمرتبة الممتازة»، كما عين عبد الله بن حسن بن قعود عضوا في هيئة كبار العلماء وفي اللجنة الدائمة للبحوث العلمية والإفتاء بالمرتبة الممتازة، ثم صدر أمر ملكي في 1987 بتعيين كل من صالح بن فوزان الفوزان، محمد بن صالح العثيمين، عبد الله بن عبد الرحمن البسام، حسن بن جعفر العتمي أعضاء في الهيئة.
في 1980 وبأمر ملكي تم تعيين الشيخ عبد العزيز بن عبد الله بن محمد آل الشيخ عضوا في هيئة كبار العلماء، ثم أمر ملكي آخر بتعيين كل من ناصر بن حمد بن راشد، محمد بن عبد الله بن سبيل، محمد بن سليمان البدر، عبد الرحمن بن حمزة المرزوقي، عبد الله بن عبد المحسن التركي، محمد بن زيد آل سليمان، بكر بن عبد الله أبو زيد، عبد الوهاب بن إبراهيم أبو سليمان، صالح بن عبد الرحمن الأطرم وعبد الله بن محمد بن إبراهيم آل الشيخ أعضاء في الهيئة.
في 1991 صدر أمر ملكي بتعيين عبد العزيز بن عبد الله بن باز مفتيا عاما للمملكة العربية السعودية ورئيسا لهيئة كبار العلماء وإدارة البحوث العلمية والإفتاء. وفي 1995 صدر أمر ملكي بتعيين عبد العزيز بن عبد الله آل الشيخ بوظيفة نائب المفتي العام لشؤون الإفتاء بمرتبة وزير. في 1999 صدر أمر ملكي بتعيين عبد العزيز بن عبد الله آل الشيخ مفتيا عاما للمملكة العربية السعودية ورئيسا لهيئة كبار العلماء وإدارة البحوث العلمية والإفتاء بعد وفاة عبد العزيز بن باز.
في 26 مارس 2001 صدر أمر ملكي بتعيين كل من صالح بن عبد الله بن حميد، أحمد بن على سير مباركي، عبد الله بن على الركبان وعبد الله بن محمد المطلق كأعضاء في الهيئة.
وفي نفس السنة تم تعيين أعضاء متفرغين في اللجنة الدائمة للبحوث العلمية والإفتاء المتفرعة من الهيئة وهم أحمد بن على سير مباركي، عبد الله بن على الركبان وعبد الله بن محمد المطلق.
وفي نفس العام صدر أمر ملكي ينص بأن لا يقل عدد أعضاء هيئة كبار العلماء عن أحد عشر عضوا ولا يزيد عن واحد وعشرين عضوا، باستثناء رئيس الهيئة، ولا تزيد مدة العضوية في الهيئة عن أربع سنوات مالم يصدر أمر ملكي بتمديدها.
في 2003 صدر أمر ملكي بإعفاء راشد بن صالح بن خنين من عضوية هيئة كبار العلماء «بناء على طلبه».
تنعقد هيئة كبار العلماء في دورات انعقاد مرة كل ستة أشهر في مقر الرئاسة في الرياض، ويمكن في الحالات الاستثنائية عقدها في مكان آخر، ويجوز انعقاد الهيئة في جلسات استثنائية لبحث أمور ضرورية لا تقبل التأخير. كانت رئاسة دورات هيئة كبار العلماء بالتعاقب بين خمسة من أكبر أعضاء الهيئة سنا، ويرأس أكبرهم سنا أول دورة تنعقد، ويتولى الرئيس افتتاح الجلسات وإدارتها وتنظيم المناقشة فيها ورفعها، حتى عام 1993 حينما صدر أمر ملكي بتعيين عبد العزيز بن عبد الله بن باز مفتيا عاما للمملكة العربية السعودية ورئيسا لهيئة كبار العلماء وإدارة البحوث العلمية والإفتاء.
في عام 2003 كان مجلس هيئة كبار العلماء يتكون من عبد العزيز بن عبد الله بن محمد آل الشيخ رئيسا، وستة عشر عضوا هم صالح اللحيدان، محمد بن عبد الله بن سبيل، عبد الله بن عبد المحسن التركي، صالح بن عبد الله بن حميد، عبد الله بن محمد بن إبراهيم آل الشيخ، عبد الله بن عبد الرحمن الغديان، عبد الله بن سليمان المنيع، صالح بن فوزان الفوزان، حسن بن جعفر العتمي، محمد بن سليمان البدر، محمد بن حسن آل الشيخ، بكر بن عبد الله أبو زيد، عبد الوهاب بن إبراهيم أبو سليمان، عبد الله بن محمد المطلق، أحمد بن علي سير مباركي، عبد الله بن علي الركبان

## تنظيمية هيئة كبار العلماء
تعقد اجتماعات هيئة كبار العلماء مرة واحدة كل ستة أشهر في مقر الرئاسة في الرياض، وفي الحالات الاستثنائية يمكن عقدها في مكان آخر، ويجوز انعقاد الهيئة في جلسات استثنائية لبحث أمور ضرورية لا تقبل التأخير. في عام 2001 تم تحديد على أن عدد أعضاء الهيئة يجب ألا يقل عن 11 عضوا، ولا يزيد عن 21، وكذلك ألا تزيد فترة العضوية على أربع سنوات في حال لم يتم صدور أمر ملكي بالتجديد للعضو.

## اللجنة الدائمة للفتاوى
تضمن المرسوم الملكي رقم (أ/137) في 8/7/1391 هـ بأن يتفرع عن هيئة كبار العلماء في المملكة العربية السعودية لجنة دائمة متفرغة يختار أعضائها من بين أعضاء هيئة كبار العلماء بأمر ملكي وتسمى اللجنة الدائمة للفتوى، تكون مهمتها إعداد البحوث وتهيئتها للمناقشة من قبل الهيئة، وإصدار الفتوى في الشؤون الخاصة للجهات الحكومية أو الشخصية أو الأفراد، وتتلقى اللجنة أسئلة المستفتين المكتوبة عن طريق البريد والفاكس وعن طريق مجلة البحوث وتقوم بإجابتهم على عناوينهم، أما بالنسبة للأسئلة الشفهية فيتم الاتصال بأعضاء اللجنة مباشرة. بلغ عدد الفتاوى التي أصدرتها اللجنة 28800 فتوى.
ويتولى رئاستها مفتي عام المملكة العربية السعودية رئيس هيئة كبار العلماء الرئيس العام للبحوث العلمية والإفتاء وترتبط به، وتتولى المهام التالية:
- إحالة الموضوعات العامة إلى هيئة كبار العلماء لدراستها.
- الإجابة عن أسئلة المستفتين في شؤون العقائد.
- الإجابة عن أسئلة المستفتين في شؤون العبادات.
- الإجابة عن أسئلة المستفتين في المعاملات الخاصة.[2]

## أعضاء أول هيئة لكبار العلماء
أول تشكيل لهيئة كبار العلماء في عام 1971 وأول رئيس لها إبراهيم آل الشيخ الذي أناب عنه في رئاستها الشيخ عبد العزيز بن باز بعد أربعة أعوام، 18 عضوا من المشايخ، وهم:
1. محضار عبد الله عقيل.
2. عبد الرزاق عفيفي.
3. محمد الأمين الشنقيطي.
4. عبد الله خياط.
5. عبد الله بن حميد،
6. عبد العزيز بن عبد الله بن باز.
7. عبد العزيز بن صالح الصالح.
8. عبد المجيد حسن.
9. صالح بن فوزان الفوزان
10. محمد بن علي الحركان.
11. سليمان بن عبيد.
12. إبراهيم بن محمد آل الشيخ.
13. صالح بن غصون
14. راشد بن خنين.
15. عبد الله بن غديان.
16. محمد بن إبراهيم بن جبير
17. عبد الله بن سليمان المنيع.
18. صالح اللحيدان.
19. محمد بن صالح العثيمين.

## أعضاء الهيئة في الفترة (من 1426 هـ / 2005 م إلى 1430هـ / 2009م)
صدر الأمر الملكي رقم أ/20 وتاريخ 2-3-1426هـ بالتمديد لـ 11 لأحد عشر عضواً وتعيين 8 ثمانية أعضاء في هيئة كبار العلماء في المملكة.
1. عبد العزيز بن عبد الله بن محمد آل الشيخ رئيساً.
2. صالح بن محمد اللحيدان عضوا.
3. عبدالله بن عبدالرحمن الغديان عضوا.
4. عبد الله بن عبد المحسن التركي عضوا.
5. صالح بن فوزان الفوزان عضوا.
6. عبد الله بن سليمان المنيع عضوا.
7. عبد الوهاب بن إبراهيم أبوسليمان عضوا.
8. عبد الله بن محمد بن إبراهيم آل الشيخ عضوا.
9. أحمد سير المباركي الشريف عضوا.
10. صالح بن عبدالله بن حميد عضوا.
11. عبد الله بن محمد المطلق عضوا.
12. محمد بن حسن آل الشيخ عضوا. (تعيين)
13. عبد الله بن محمد الخنين عضوا. (تعيين)
14. سعد بن ناصر الشثري عضوا. (تعيين)
15. عبدالله بن سعد بن محمد الرشيد عضوا. (تعيين)
16. عبدالرحمن بن محمد بن فهد السدحان عضوا. (تعيين)
17. محمد بن عروس بن عبدالقادر محمد عضوا. (تعيين)
18. يوسف بن محمد بن علي الغفيص عضوا. (تعيين)
19. علي بن سعد بن صالح الضويحي عضوا. (تعيين)

## أعضاء الهيئة في الفترة (من 1430 هـ / 2009 م إلى 1434هـ / 2013م)
صدر الأمر الملكي رقم أ/4 وتاريخ 19-2-1430هـ بالتمديد لـ 14 لأربعة عشر عضواً وتعيين 7 سبعة أعضاء في هيئة كبار العلماء في المملكة،
1. عبد العزيز بن عبد الله بن محمد آل الشيخ رئيساً.
2. صالح بن محمد اللحيدان عضوا.
3. عبدالله بن عبدالرحمن الغديان عضوا (توفي أثناء عضويته)
4. عبد الله بن عبد المحسن التركي عضوا.
5. صالح بن فوزان الفوزان عضوا.
6. عبد الله بن سليمان المنيع عضوا.
7. عبد الوهاب بن إبراهيم أبوسليمان عضوا.
8. عبد الله بن محمد بن إبراهيم آل الشيخ عضوا.
9. أحمد سير المباركي الشريف عضوا.
10. صالح بن عبدالله بن حميد عضوا.
11. عبد الله بن محمد المطلق عضوا.
12. محمد بن حسن آل الشيخ عضوا.
13. عبد الله بن محمد الخنين عضوا.
14. سعد بن ناصر الشثري عضوا.
15. صالح بن عبدالرحمن الحصين عضوا. (تعيين)
16. يعقوب بن عبد الوهاب بن يوسف الباحسين عضوا. (تعيين)
17. عبد الكريم بن عبد الله بن عبد الرحمن الخضير عضوا. (تعيين)
18. علي بن عباس بن عثمان حكمي عضوا. (تعيين)
19. محمد بن محمد المختار الشنقيطي عضوا. (تعيين)
20. قيس بن محمد بن عبد اللطيف آل مبارك عضوا. (تعيين)
21. محمد بن عبد الكريم العيسى عضوا. (تعيين)

## أعضاء الهيئة في الفترة (من 1434 هـ / 2013 م إلى 1438هـ 2016م)
صدر أمر من الملك عبد الله بن عبد العزيز آل سعود بالتمديد لـ19 تسعة عشر عضواً وتعيين 2 عضوين في هيئة كبار العلماء في المملكة.
1. عبد العزيز بن عبد الله بن محمد آل الشيخ رئيسا.
2. صالح بن محمد اللحيدان عضوا.
3. عبد الله بن عبد المحسن التركي عضوا.
4. صالح بن فوزان الفوزان عضوا.
5. عبد الله بن سليمان المنيع عضوا.
6. عبد الوهاب بن إبراهيم أبوسليمان عضوا.
7. عبد الله بن محمد بن إبراهيم آل الشيخ عضوا.
8. أحمد سير المباركي الشريف عضوا.
9. صالح بن عبد الله بن حميد عضوا.
10. عبد الله بن محمد المطلق عضوا.
11. صالح بن عبدالرحمن الحصين عضوا. (توفي أثناء عضويته)
12. يعقوب بن عبد الوهاب بن يوسف الباحسين عضوا.
13. عبد الكريم بن عبد الله بن عبد الرحمن الخضير عضوا.
14. علي بن عباس بن عثمان حكمي عضوا.
15. عبد الله بن محمد الخنين عضوا.
16. محمد بن محمد المختار الشنقيطي عضوا.
17. محمد بن حسن آل الشيخ عضوا.
18. قيس بن محمد بن عبد اللطيف آل مبارك عضوا.
19. محمد بن عبد الكريم العيسى عضوا.
20. عبد الرحمن بن عبد العزيز الكلية عضوا. (تعيين)
21. سعد بن تركي الخثلان عضوا. (تعيين)

## أعضاء الهيئة في الفترة (من 1438 هـ / 2016 م إلى 1442هـ / 2020م)
صدر أمر من الملك سلمان بن عبد العزيز آل سعود بتمديد وتعيين أعضاء هيئة كبار العلماء في المملكة.
1. عبد العزيز بن عبد الله بن محمد آل الشيخ رئيسا.
2. صالح بن محمد اللحيدان عضوا.
3. صالح بن فوزان الفوزان عضوا.
4. عبد الله بن محمد بن إبراهيم آل الشيخ عضوا.
5. عبد الله بن عبد المحسن التركي عضوا.
6. عبد الله بن سليمان بن منيع عضوا.
7. صالح بن عبد الله بن حميد عضوا.
8. عبد الله بن محمد المطلق عضوا.
9. أحمد سير مباركي عضوا.
10. سعد بن ناصر الشثري عضوا.
11. محمد بن عبد الكريم العيسى عضوا.
12. عبد الوهاب بن إبراهيم أبو سليمان عضوا.
13. عبد الله بن محمد الخنين عضوا.
14. يعقوب بن عبد الوهاب بن يوسف الباحسين عضوا.
15. عبد الرحمن بن عبد العزيز الكلية عضوا.
16. محمد بن حسن آل الشيخ عضوا.
17. عبد الكريم بن عبد الله بن عبد الرحمن الخضير عضوا.
18. محمد بن محمد المختار بن محمد مزيد. عضوا.
19. سليمان بن عبد الله أبا الخيل عضوا. (تعيين)
20. جبريل بن محمد بن حسن البصيلي عضوا. (تعيين)
21. صالح بن عبد الله بن حمد العصيمي عضوا. (تعيين)
22. عبد السلام بن عبد الله بن محمد السليمان عضوا. (عين بأمر ملكي مستقل في 19-11-1440هـ يوليو 2019).[8]

## أعضاء الهيئة في الفترة (من 1442 هـ / 2020 م إلى 1446هـ 2024م)
أعيد تكوين هيئة كبار العلماء في 1 ربيع الأول 1442هـ الموافق 18 أكتوبر 2020 بأمر ملكي من الملك سلمان:
1. عبد العزيز بن عبد الله آل الشيخ (رئيساً).
2. صالح بن محمد اللحيدان (توفي أثناء عضويته)[10]
3. صالح بن فوزان الفوزان.
4. عبد الله بن محمد آل الشيخ.
5. عبد الله بن عبد المحسن التركي.
6. عبد الله بن سليمان المنيع.
7. صالح بن عبد الله بن حميد.
8. محمد بن عبد الكريم العيسى.
9. عبد الله بن محمد المطلق.
10. سعد بن ناصر الشثري.
11. عبد الرحمن بن عبد العزيز الكلية.
12. سعود بن عبد الله المعجب. (تعيين)
13. محمد بن حسن آل الشيخ.
14. يوسف بن محمد بن سعيد. (تعيين)
15. يعقوب بن عبد الوهاب الباحسين (توفي أثناء عضويته)[11]
16. محمد بن محمد المختار الشنقيطي
17. جبريل بن محمد بن حسن البصيلي.
18. عبد السلام بن عبد الله بن محمد السليمان.
19. غالب بن محمد حامضي. (تعيين)
20. سامي بن محمد الصقير. (تعيين)
21. بندر بن عبد العزيز بليلة. (تعيين)

## أعضاء الهيئة في الفترة (من 1446 هـ / 2024 م إلى 1450هـ 2028م)
أعيد تكوين هيئة كبار العلماء في 29 صفر 1446هـ الموافق 2 سبتمبر 2024م بأمر ملكي من الملك سلمان وأعضاء الهيئة هم:
1. عبد العزيز بن عبد الله آل الشيخ (رئيسًا).
2. صالح بن فوزان الفوزان.
3. عبد الله بن محمد آل الشيخ.
4. عبد الله بن عبد المحسن التركي.
5. عبد الله بن سليمان المنيع.
6. صالح بن حميد.
7. محمد بن عبد الكريم العيسى.
8. عبد الله المطلق.
9. سعد بن ناصر الشثري.
10. عبد الرحمن بن عبد العزيز الكلية.
11. سعود بن عبد الله المعجب.
12. محمد بن حسن آل الشيخ.
13. يوسف بن محمد بن سعيد.
14. جبريل بن محمد البصيلي.
15. عبد السلام السليمان.
16. غالب بن محمد حامظي.
17. سامي بن محمد الصقير.
18. بندر بن عبد العزيز بليلة.
19. محمد بن محمد المختار بن محمد مزيد.
20. عبد الباقي آل الشيخ مبارك. (تعيين)
21. عبد الإله الملا. (تعيين)

## برامج الأمانة العامة لهيئة كبار العلماء

### برنامج المجالس المفتوحة لهيئة كبار العلماء
أهدافه:
- أن يكون لهيئة كبار العلماء دور فعال في التواصل مع المجتمع.
- إظهار الإسلام بصورته الصحيحة وتعزيز هذه الصورة فكراً وسلوكاً.
- خلق بيئة علمية تعمل على تعزيز الاعتدال والوسطية بين النخب الفكرية.
- تقليل انتشار الأفكار المنحرفة والضالة.

### برنامج القيم العليا للإسلام ونبذه التطرف والإرهاب
أهدافه:
- أن يكون دور هيئة كبار العلماء بارزاً في نشر القيم العليا وتحقيق الأمن الأخلاقي والقيمي والفكري داخل المجتمع.
- العمل على نشر الفكر الوسطي والمعتدل المستمد من الدين السمح ومنع انتشار الفكر المتطرف.
- إيضاح المصطلحات والقضايا التي هي موضع لبس عند أصحاب الفكر المنحرف أو من يتعاطفون معهم، وتفسير مدلولاتها الشرعية.
- تعزيز مفهوم الأمن الفكري والأخلاقي والقيمي في نفوس الناس.
- تمكين التواصل بين هيئة كبار العلماء وعموم المواطنين والمقيمين في جميع مناطق المملكة ومحافظاتها.[15]

## وصلات خارجية
- موقع الرئاسة العامة للبحوث العلمية والإفتاء